# Rafael Álvarez
Rafael Álvarez De Lara Lucas (ur. 1 marca 1981) – hiszpański kolarz górski, mistrz świata i zdobywca Pucharu Świata.

## Kariera
Największy sukces w karierze Rafael Álvarez osiągnął w 2008 roku, kiedy to wywalczył złoty medal w four crossie podczas mistrzostw świata w Val di Sole. W zawodach tych wyprzedził bezpośrednio Rogera Rinderknechta ze Szwajcarii oraz Francuza Mickaëla Deldycke'a. Był to pierwszy w historii medal wywalczony przez reprezentanta Hiszpanii w four crossie na mistrzostwach świata. Był to równocześnie jedyny medal wywalczony przez Álvareza na międzynarodowej imprezie tej rangi. Ponadto w sezonie 2008 Pucharu Świata w kolarstwie górskim zajął pierwsze miejsce w klasyfikacji four crossu, wyprzedzając Niemca Guido Tschugga i Brytyjczyka Dana Athertona. Nie startował na igrzyskach olimpijskich.